# Maureen Connolly
Maureen Catherine "Little Mo" Connolly (San Diego, Califórnia, 17 de setembro de 1934 – Dallas, Texas, 21 de junho de 1969) foi a primeira mulher do Mundo a conquistar todos os torneios de ténis do grand slam em uma temporada no ano de 1953, com 19 anos. Mas em 1954 semanas antes do início de Wimbledon, teve um acidente ao cair de um cavalo que acabaria por marcar o fim de sua carreira e, anos mais tarde, com a sua vida aos 34 anos.
Todos os adeptos de ténis se perguntam o que teria feito Connolly se esse terrível acidente nunca tivesse ocorrido.
Integra o International Tennis Hall of Fame desde 1968.